# 无柄玉叶金花
无柄玉叶金花（学名：Mussaenda sessilifolia）为茜草科玉叶金花属下的一个种。